# 새장 속의 광대
《새장 속의 광대》(프랑스어: La Cage aux folles, 이탈리아어: Il vizietto)는 프랑스와 이탈리아에서 제작된 에두아르 몰리나로 감독의 1978년 코미디 영화이다. 우고 토냐치, 미셸 세로 등이 출연하였다.

## 출연진
- 우고 토냐치
- 미셸 세로
- 클레르 모리에
- 미셸 갈라브뤼
- 베난티노 베난티니
- 카를로 레알리

## 기타 제작진
- 미술: 마리오 가르불리아(크레디트 미기재)
- 의상: 피에로 토시